# Альгабид, Хамид
Хамид Альгабид (фр. Hamid Algabid; род. 1941, Belbédji, Зиндер) — государственный и политический деятель Нигера. Председатель партии «Объединение за демократию и прогресс» («RDP»). Юрист, банкир и технократ, был важной фигурой во время правления Сейни Кунче, занимал пост премьер-министра страны с 1983 по 1988 год. С 1989 по 1996 год работал генеральным секретарём Организации исламского сотрудничества (ОИС), а с 1997 года стал председателем «RDP». Также был председателем Высшего совета территориальных коллективов до 2010 года.

## Биография
Принадлежит к этнической группе туарегов, родился в небольшом поселке Бельбеджи, недалеко от Танута, в 1941 году. Изучал правоведение в Университете Абиджана, а затем в «École nationale de la France d’Outre-Mer» в Париже, где защитил диплом по юриспруденции. С 1971 по 1973 год был главой департамента министерства внешних финансов Нигера, а в 1973 году был повышен до должности генерального секретаря финансов.
Хамид Альгабид после военного переворота в апреле 1974 года под руководством генерала Сейни Кунче оставался на посту генерального секретаря финансов до 1979 года. В это время также был назначен государственным администратором центрального банка Экономического сообщества западноафриканских государств (1975—1976), а затем государственным администратором Исламского банка развития (1976—1979). 10 сентября 1979 года стал государственным секретарём по иностранным делам и сотрудничеству Нигера. Затем повышен до должности министра торговли 8 февраля 1981 года, 14 июня 1982 года был назначен министром торговли и транспорта. 24 января 1983 года был назначен заместителем министра финансов, а 14 ноября 1983 года стал премьер-министром страны. Занимал пост премьер-министра до 15 июля 1988 года.
С 1989 по 1996 год был генеральным секретарём Организации исламского сотрудничества (ОИС). В декабре 1996 года был выдвинут кандидатом на должность Генерального секретаря Организации Объединённых Наций, но уступил Кофи Аннану.
Во время правления президента Нигера Ибрагима Баре Маинассара вернулся в политику. 20 августа 1997 года был назначен председателем «RDP», которая была создана как правящая партия президента страны. Позже также стал главой «Конвергенции за республику» («CPR»), про-президентской коалиции, состоящей из 15 партий, сформированной в августе 1998 года.
В апреле 1999 года Ибрагим Баре Маинассара погиб и военный режим назначил всеобщие выборы на конец года. Хамид Альгабид баллотировался на этих выборах в качестве кандидата от «RDP», хотя вице-президент этой партии Амаду Сиссе, также пытался баллотироваться в качестве кандидата. 3 сентября 1999 года Государственный суд Нигера одобрил кандидатуру Хамида Альгабида и отклонил кандидатуру Амаду Сиссе. В первом туре выборов, состоявшемся 17 октября, занял четвёртое место из семи кандидатов, набрав 10,83 % голосов. 6 ноября 1999 года заявил о своей поддержке кандидату от Партии за демократию и социализм Нигера Махамаду Иссуфу во втором туре. Махамаду Иссуфу проиграл Мамаду Танджи из Национального движения за общество развитие.
В 1999 году был избран в Национальное собрание Нигера на парламентских выборах, где занимал должность вице-президента. Также был вице-председателем парламентской группы «RDP». 23 января 2001 года был переизбран на партийном съезде председателем «RDP» на новый трёхлетний срок. По этому поводу сказал, что «ближайшей целью» «RDP» было «обеспечить создание международной комиссии по расследованию убийства президента Ибрагима Маинассара».
В 2004 году работал специальным посланником Африканского союза в Дарфуре. 11 сентября 2004 года стал кандидатом от «RDP» на всеобщих выборах, однако в то время он часто отсутствовал в Нигере из-за работы в Судане. На выборах, состоявшихся 16 ноября, занял последнее место из шести кандидатов с 4,89 % голосов. 21 ноября «RDP» объявила о поддержке кандидатуры Мамаду Танджи во втором туре.
В 2004 году на парламентских выборах был переизбран в Национальное собрание. Впоследствии был назначен президентом Высшего совета территориальных коллективов, который ответственен за местное самоуправление в Нигере. В декабре 2006 года был награждён медалью Исламской организации по вопросам образования, науки и культуры.
Во время конституционного кризиса 2009 года, вызванного решением Мамаду Танджи провести референдум по новой конституции, которая позволила бы ему остаться у власти на новый срок. Партия «RDP» объявила 12 мая 2009 года, что поддерживает принятие новой конституции, которая установит президентскую форму правления. Со слов Хамида Альгабида президентская форма правления «лучше всего подходит для содействия развитию». Однако, поддержка «RDP» была условной: партия требовала отмены конституционной амнистии 1999 года для лиц, причастных к убийству Ибрагима Баре Маинассары, и требовала расследования событий военного переворота 1999 года. 28 июня 2009 года партия «RDP» изменила свою позицию, заявив о безоговорочной поддержке референдума, несмотря на продолжающееся требование отмены конституционной амнистии. «RDP» получила две должности в правительстве, а мандат Хамида Альгабида в Высшем совете территориальных коллективов был продлён на шесть месяцев. Однако, некоторые члены партии не одобрили решение поддержать референдум, и в результате два бывших министра, Абдулрахаман Сейду и Мусса Умару, покинули «RDP».
Партия «RDP» участвовала в парламентских выборах в октябре 2009 года, но оппозиция, возмущённая попытками Мамаду Танджи остаться у власти, бойкотировала их. Представители ЭКОВАС хотели отложить проведение выборов в надежде разрешить политический кризис и заморозили членство Нигера сразу после проведения выборов. Хамид Альгабид был включён в состав нигерийской делегации из 22 человек, которая прибыла в Абуджу для переговоров с ЭКОВАС, которые начались 9 ноября 2009 года. В феврале 2010 года Мамаду Танджи был отстранён от власти в результате военного переворота. Все государственные учреждения были незамедлительно распущены и Хамид Альгабид был уволен с должности председателя Высшего совета территориальных коллективов. Президентом страны стал Махамаду Иссуфу, а 19 октября 2011 года Хамид Альгабид был назначен послом по особым поручениям.